# 徐湛之
徐 湛之（じょ たんし、義熙6年（410年）- 元嘉30年2月21日（453年3月16日））は、南朝宋の文官。字は孝源、小字は仙童。父は徐逵之で、母は武帝劉裕の長女の会稽公主劉興弟。宋の司徒を務めた徐羨之の兄の徐欽之の孫にあたる。

## 生涯
父の徐逵之は義熙11年（415年）に東晋の旧皇族であり北魏に亡命した司馬休之の討伐軍を率いるも敗死し、徐湛之は幼くして父を失った。そのため祖父にあたる劉裕から目を掛けられ、劉裕の五男の江夏王劉義恭らと共に常に劉裕の側に滞在し、永初3年（422年）には枝江県侯に封じられている。徐湛之は元嘉6年（429年）に太子洗馬に任じられたのを皮切りに、南彭城郡太守・沛郡太守・侍中・奮威将軍・驃騎将軍などの要職を歴任した。
徐湛之は当時権勢を振るっていた劉裕の四男の劉義康や、建国の功臣である劉湛（宗室の劉氏との血縁関係は記録されていない）らと親交を持った。しかし、後に劉湛が文帝の命により捕らえられて処刑されると、深く関わりのあった徐湛之も文帝の粛清の対象となった。徐湛之が文帝の姉でもある母の劉興弟に助命の申し出を嘆願すると、劉興弟は武帝がまだ一兵卒として貧窮の生活を送っていた時期に着用していた衣服の切れ端を文帝の目の前で叩きつけ、「これは我々の母上が、父上に対して手ずからお編みになったものです。我が一族は代々貧しくとも謙虚な暮らしを送ってきたのに、富貴になった途端に自分の家族までも手に掛けようというのですか！」と叫んだ。これを聞いた文帝は、徐湛之を放免せざるを得なかった。
元嘉22年（445年）、劉義康の取り巻きである孔熙先・范曄らが文帝を廃して劉義康を擁立すべく動いた際、母の劉興弟の喪に服している最中だった徐湛之は、この計画を伝えられると当初は賛同したが、後にこの計画を朝廷に密告した。しかしその内容が不明確であり、徐湛之自身も一度は関与していた事が発覚したため、有罪とされ官位を剥奪された。しかし母の喪が明けると再び官職を回復させ、また広陵城内に多くの施設を建設し文化人を招いて娯楽に耽った。
元嘉27年（450年）、文帝が北魏の討伐の開始を計画すると徐湛之はこれに賛同し、これによりこの北伐に反対した将軍の沈慶之を説き伏せるよう命じられた。しかしこの北伐は大失敗に終わり、逆に南朝宋の都の建康の目前にまで進軍を許す大失態となった。
元嘉30年（453年）2月、文帝が皇太子の劉劭を廃する意向を固めると、これを知った劉劭が弟の劉濬と共に事変を起こした。その夜、文帝と共に談義を行っていた徐湛之は、侵入してきた武装した劉劭の兵達によって文帝共々暗殺された。享年44歳の事であった。その後、劉劭を討伐したその弟の劉駿（孝武帝）が皇帝に即位すると、徐湛之は名誉を回復され忠烈公と諡された。

## 伝記資料
- 『宋書』巻71 列伝第31